# Partido Laborista de Malasia
El Partido Laborista de Malasia (en malayo: Parti Buruh Malaysia) o LPM fue un partido político que existió en la Federación Malaya y posteriormente en Malasia de 1952 a 1972. Consistió inicialmente en una confederación de pequeños partidos de izquierda (el Partido Laborista Panmalayo o PMLP) que posteriormente se fusionaron para formar el LPM. De 1957 a 1966 formó el Frente Socialista de los Pueblos Malayos, la primera coalición opositora al gobierno de la Alianza y el frente opositor malayo de más larga duración. Se definía como una organización socialdemócrata y anticomunista, pero no declaradamente anticolonial, aunque empezó a adoptar una cultura más independentista a partir de 1954.
Tras el incidente del 13 de mayo y las elecciones de 1969, en las que tuvo un mal desempeño, el Partido Laborista de Malasia se disolvió en 1972, poco antes de la fundación del Barisan Nasional.

## Plataforma

### Pre-Independencia
La constitución fundacional de LPM exigía el autogobierno inmediato para la Federación Malaya, las leyes de ciudadanía liberal, la malayanización del servicio civil, una economía planificada, una mayor justicia democrática y una reforma agraria. El LPM también propuso la abolición de los privilegios especiales para cualquier grupo étnico, la nacionalidad federal para reemplazar la nacionalidad del estado, el uso del malayo como idioma nacional y el inglés como segundo idioma, la fusión de Singapur con la Federación, la limitación de la poderes de los gobernantes malayos, una presidencia electa y un estado secular.

### Post-Independencia
En vista de las circunstancias cambiadas después de la independencia de Malasia en 1957, el LPM enmendó su constitución en 1959 para luchar por el establecimiento de un estado socialista democrático unido de Malaya y para asegurar a los trabajadores que trabajan a mano o por cerebro los frutos completos de su industria y la distribución más equitativa de la misma que sea posible, sobre la base de la propiedad común de los medios de producción, distribución e intercambio, y el mejor sistema obtenible de administración popular y control de cada industria o servicio.